# Karlshof (Massowburg)
Karlshof war ein in der zweiten Hälfte des 18. Jahrhunderts gegründetes Vorwerk des Guts Massowburg nahe Brandenburg an der Havel. Das Vorwerk fiel vermutlich nach einem Brand im Jahr 1841 wüst.

## Geschichte
Gustav Rühl, Theologe und Schriftsteller, berichtete ausführlich über das Gut Massowburg. Das Vorwerk Karlshof lag demnach an der heutigen Brielower Landstraße, rund 250 Meter nordwestlich von Massowburg. Die Existenz des Hofs lässt sich bis in das Jahr 1781 zurückverfolgen; damals noch unter dem Namen „Carlshoff“.
Der Hof muss in den Jahren nach 1800 an den damaligen Gutsherrn übergegangen sein. Nach der Übernahme –  zu dieser Zeit durch die von Geelhaar – wuchs der Hof zu einer Ansiedlung heran.
Die Entwicklungen sollten wenige Jahrzehnte später ein jähes Ende nehmen: Am Abend des 31. Juni im Jahr 1841 brach ein Brand aus, der den Hof fast vollständig verheerte. Zudem waren drei Tote und der Verlust „einer Viehherde fünffacher Größe“ zu beklagen. Die überlebenden dreizehn Bewohner sowie die Tiere wurden demnach in Massowburg aufgenommen. Die Brandursache konnte nie ermittelt werden, auch wenn wohl kurzfristig eine der Brandstiftung verdächtigte Person festgenommen wurde. Die Verstorbenen wurden gemeinsam auf dem Gutsgelände bestattet; die Begräbnisstelle diente fortan als Gutsfriedhof. Das Vorwerk jedoch wurde vermutlich nicht an gleicher Stelle wiedererrichtet. Der Gutsherr Eduard Gantzer, der seit 1817 Gutsherr von Massowburg war, stellte jedoch finanzielle Mittel und Material als Hilfsmittel bereit.
Weil die Vorwerke Massowburg und Karlshof ursprünglich nur rund einen halben Kilometer auseinanderlagen und sich beide in der Hand des gleichen Besitzers befanden, wurden die Überreste von Karlshof vermutlich abgetragen, die Vorwerke zusammengelegt und Karlshof damit zur Wüstung. Als am wahrscheinlichsten gilt, dass die Bewohner fortan zum großen Teil beim Vorwerk Massowburg verblieben. Waren dort im Jahr 1840 nur 9 Einwohner verzeichnet, waren es 1858 bereits 19. Zudem findet der Name Karlshof in späteren statistischen Werken keine Erwähnung mehr.